# 康斯坦特·福尔内罗德
康斯坦特·福尔内罗德（Constant Fornerod，1819年5月30日—1899年11月27日）是一位瑞士政治家。瑞士联邦委员会委员（1855年-1867年）。他于1855年7月11日当选为联邦委员会委员，任职至1867年10月31日卸任。福尔内罗德是瑞士自由民主党成员。
在任期内，他主要主持领导了以下部门的工作：
- 贸易与海关部（1855年-1856年）
- 政治部（1857年）并出任同年的瑞士联邦总统
- 贸易与海关部（1858年）
- 财政部（1859年-1861年）
- 军事部（1862年）
- 政治部（1863年）并出任同年的瑞士联邦总统
- 军事部（1864年-1866年）
- 政治部（1867年）并出任同年的瑞士联邦总统

期间，福尔内罗德于1857年、1863年、1867年三次出任瑞士联邦总统。

## 外部連結
- 康斯坦特·福尔内罗德在線上《瑞士歷史辭典》中的德文、法文或版詞條。

| 前任： 卡尔·卡佩勒 （Karl Kappeler） | 瑞士联邦委员会主席 1855年        | 繼任： 萨缪尔·施瓦茨 （Samuel Schwarz） |
| 前任： 亨利·德瑞                     | 瑞士联邦委员会委员 1855年–1867年 | 繼任： 维克多·鲁菲 （Victor Ruffy）     |